# Клопотово (Любуське воєводство)
Клопотово (пол. Kłopotowo, нім. Schützensorge) — село в Польщі, у гміні Вітниця Ґожовського повіту Любуського воєводства.
Населення — 56 осіб (2011).
У 1975-1998 роках село належало до Гожовського воєводства.

## Демографія
Демографічна структура станом на 31 березня 2011 року:
|          | Загалом | Допрацездатний вік | Працездатний вік | Постпрацездатний вік |
| -------- | ------- | ------------------ | ---------------- | -------------------- |
| Чоловіки | 32      | 4                  | 28               | 0                    |
| Жінки    | 24      | 3                  | 16               | 5                    |
| Разом    | 56      | 7                  | 44               | 5                    |